# Saint-Jean-Rohrbach
Saint-Jean-Rohrbach é uma comuna francesa na região administrativa de Grande Leste, no departamento de Mosela. Estende-se por uma área de 12,19 km². Em 2010 a comuna tinha 986 habitantes (densidade: 80,9 hab./km²).